# Jack Colvin
Jack Colvin (* 13. Oktober 1934 in Lyndon, Kansas, USA; † 1. Dezember 2005 in North Hollywood, Kalifornien) war ein US-amerikanischer Schauspieler.
Jack Colvin war ein Charakterdarsteller, der seit der Mitte der 1960er Jahre zumeist in Nebenrollen von Kinofilmen, seit der Mitte der 1970er Jahre in Fernsehproduktionen auftrat. Seine bekannteste Rolle hatte er mit der des Reporters Jack McGee in der Fernsehserie Hulk (Originaltitel: The Incredible Hulk, 1978 bis 1982; nach dem gleichnamigen Comic).

## Leben
Zu seinen Schülern gehörten mehrere Stars, deren spätere Auftritte mit Academy Awards, Emmy Awards und Tony Awards ausgezeichnet wurden. Colvin diente als künstlerischer Leiter des von ihm gegründeten Michael Chekhov Studio USA West bis zu seinem Tod an den Folgen eines Schlaganfalls.

## Filmografie (Auswahl)
- 1968: Der türkisfarbene Bikini (How Sweet It Is!)
- 1969: Viva Max! (Viva Max)
- 1970: Monte Walsh
- 1972: Jeremiah Johnson
- 1973: Scorpio, der Killer (Scorpio)
- 1973: Ein Mann geht über Leichen (The Stone Killer)
- 1974: Der Killer im Kopf (The Terminal Man)
- 1975: Mit Dynamit und frommen Sprüchen (Rooster Cogburn)
- 1975: Der Unsichtbare (The invisible Man), eine Folge
- 1976: Die Sieben-Millionen-Dollar-Frau (The Bionic Woman, Staffel 2 Folge 4)
- 1976: Die Brut des Bösen (Embryo)
- 1977: Der Sechs-Millionen-Dollar-Mann (The Six Million Dollar Man, Folge 92/93) (Fernsehserie)
- 1977: Der unglaubliche Hulk (The Incredible Hulk, Fernsehfilm)
- 1978–1982: Der unglaubliche Hulk (The Incredible Hulk) (Fernsehserie)
- 1986: Scarecrow and Mrs. King (Agentin mit Herz) Season 4 "Bad Timing" (nicht im DT. TV)
- 1987 Mord Ist Ihr Hobby  Staffel 4 - Folge 10  Mord mit der Indianer-Lanze (Indian Giver)
- 1988: Chucky – Die Mörderpuppe (Child’s Play)
- 1988: Die Rückkehr des unheimlichen Hulk (The Return of the Incredible Hulk)